# آي ران (سو فار أواي)
آي ران، أصدرت أيضاً باسم «آي ران» هي أغنية من قبل فرقة موجة جديدة أ فلوك أوف سيغولز. أصدرت في 1982 كالأغنية الثانية لألبومهم المسمى باسمهم.

## الإصدار الفردي والتراث
على الرغم من اعتبار عقد 1980 موجة جديدة كلاسيكية، شهدت الأغنية نوعا من الانتعاش في عام 2002 كموضوع توقيع للعبة الفيديو غراند ثفت أوتو: فايس سيتي، التي شغلت خلال الإعلانات التلفزيونية لللعبة وخلال لعبة اللعبة كأحد الأغاني في قائمة التشغيل لراديو وايف 103.